# François-Christophe Kellermann
François-Étienne-Christophe Kellermann, také někdy de Kellerman, vévoda z Valmy (28. května 1735 Štrasburk — 23. září 1820 Paříž) byl francouzský generál, maršál Francie.

## Život
Kellermann pocházel ze saské rodiny, která se usadila již několik let před jeho narozením ve Štrasburku. Byl synem vysokého úředníka. Vystudoval vojenskou královskou školu a vstoupil do služby v armádě jako kadet roku 1752. Jako poddůstojník prodělal tažení sedmileté války a pomalu stoupal v žebříčku hodností. Roku 1769 se oženil. Jeho ženou se stala o 15 let mladší Marie-Anne Barbe. Roku 1771 byl i u pokusu Ludvíka XV. ovlivnit polské složité poměry podporou barské konfederace a 9. března 1788 dosáhl nejnižší generálské hodnosti (maréchal de camp) odpovídající přibližně dnešní hodnosti generálmajora a byl nobilizován.[zdroj?]
Přes svou vysokou funkci v královské armádě a své čerstvé šlechtictví se rozhodně přidal na stranu revoluce a v roce 1792 převzal po Lucknerovi velení moselské armády; nyní udeřila hvězdná hodina jeho života. Ustupoval se svou armádou před Prusy a 19. září 1792 se spojil se sborem generála Dumourieze, s nímž odrazil nepřítele 20. září 1792 u Valmy. Tento boj o valmský mlýn neznamenal jen počátek obratu ve válce a ústup Prusů – podle Johanna Wolfganga von Goethe, očitého svědka bitvy, „začala nová epocha dějin lidstva“. Kellermann byl za bitvu, která skončila v podstatě nerozhodně, oslavován a označován za „Vítěze od Valmy“ či „Hrdinu od Valmy“. Kellermann pak byl postaven pod velení Custinovo a po neúspěších a zatčení Custina byl obviněn, že jej při operacích na Rýnu nedostatečně podporoval. Před tribunálem Národního konventu byl osvobozen a postaven do čela armády alpské. Zde se projevil jako klidný pečlivý velitel, ale na tomto vedlejším válčišti neměl příležitost vyniknout. Roku 1793 však dostal úkol potlačit povstání proti konventu v Lyonu, který splnil. Byl však obžalován, že nepostupoval dosti rázně, a byl zatčen. Po sedmnáctiměsíčním žalářování byl osvobozen až pádem Robespierra (27. července 1794). Byl opět dosazen do velitelské funkce u alpské armády a úspěšně bránil jihovýchodní hranici Francie před Rakušany.[zdroj?]

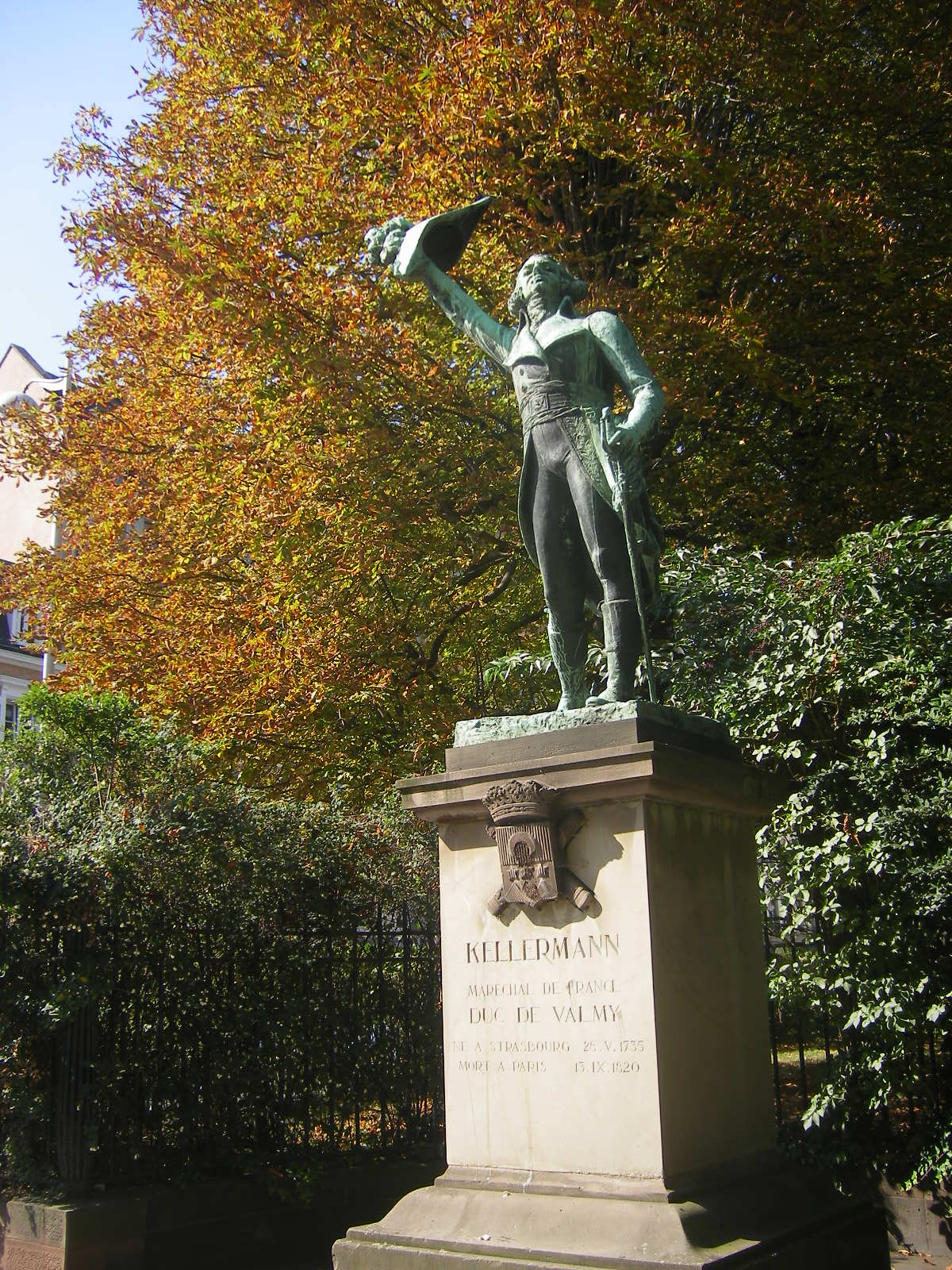
Kellermannova socha ve Štrasburku

Roku 1797 byla jeho armáda spojena s armádou generála Bonaparte a tím končí i aktivní vojenská kariéra Kellermannova. V 62 letech vstupuje generál do politiky jako senátor. Jeho zkušenosti a organizační talent jej předurčily pro funkci jednoho z nejbližších poradců Napoleonových. Je pravidelně pověřován kontrolní činností, administrativními úkoly a velením rezervních sborů. Roku 1797 se ujal organizace četnictva a 2. července 1802 byl jmenován důstojníkem Čestné legie.
Velký přínos jeho syna pro vítězství u Marenga (14. června 1800) ještě zvýšil náklonnost Napoleonovu k starému generálovi a 19. května 1804 byl Kellermann jmenován maršálem císařství. Dále organizoval národní gardy, velel reservnímu sboru na Labi a roku 1808 byl ozdoben titulem vévoda z Valmy. Po bitvě u Hanau (30. října 1813) byl jmenován vrchním velitelem náhradních armád shromažujících se v okolí Met. Roku 1814 hlasoval pro sesazení Napoleona a připojil se k Bourbonům. Ludvík XVIII. jej jmenoval pairem, inspektorem armády a propůjčil mu velkokříž řádu Svatého Ludvíka. Během Sta dnů se neangažoval. Před svou smrtí vyslovil v horní komoře přání, aby po smrti bylo jeho srdce uloženo na bojišti u Valmy, což vzbudilo v monarchistické sněmovně rozpaky, nicméně bylo přání vyhověno.
Maršál Kellermann zemřel 23. září 1820 a jeho srdce dodnes je uloženo v památníku u Valmy, tělo je pohřbeno na hřbitově Père-Lachaise v Paříži.[zdroj?]

## Význam
Generál Kellermann byl pozorným pečlivým velitelem a nesmírně zkušeným vojákem. Jeho sláva byla založena na bitvě, kterou – přesně vzato – nevyhrál. Stal se symbolem slávy republikánských armád a jako symbol byl též povýšen do hodnosti maršála. Jeho syn generál Francois-Etienne Kellermann byl jedním z nejlepších kavaleristů Velké armády a dosáhl hodnosti divizního generála. Známý byl i maršálův vnuk Francois-Christophe-Edouard Kellermann, který byl v diplomatických službách Bourbonů.[zdroj?]